# Trappistenabtei Guadalupe
Die Trappistenabtei Guadalupe (lat. Abbatia Beatae Mariae de Guadalupe) ist seit  1948 ein US-amerikanisches Kloster, zuerst in Pecos, San Miguel County, New Mexico, Erzbistum Santa Fe, ab 1955 in Carlton, Yamhill County, Oregon, Erzbistum Portland in Oregon.

## Geschichte
Die Abtei Our Lady of the Valley in Rhode Island (ab 1950: Trappistenabtei Spencer) gründete 1948 südöstlich Santa Fe (New Mexico) das Kloster Our Lady of Guadalupe („Unsere Liebe Frau von Guadalupe“), das 1950 zur Abtei erhoben und 1955 unter Beibehaltung des Namens in das Willamette Valley, nördlich Lafayette (Oregon) verlegt wurde.

### Obere, Prioren und Äbte
- Columban Hawkins (1947–1969)
- Benedict Griesemer (1969–1973)
- Bernard McVeigh (1973–1994)
- Peter McCarthy (1994–)